# Revista da Semana

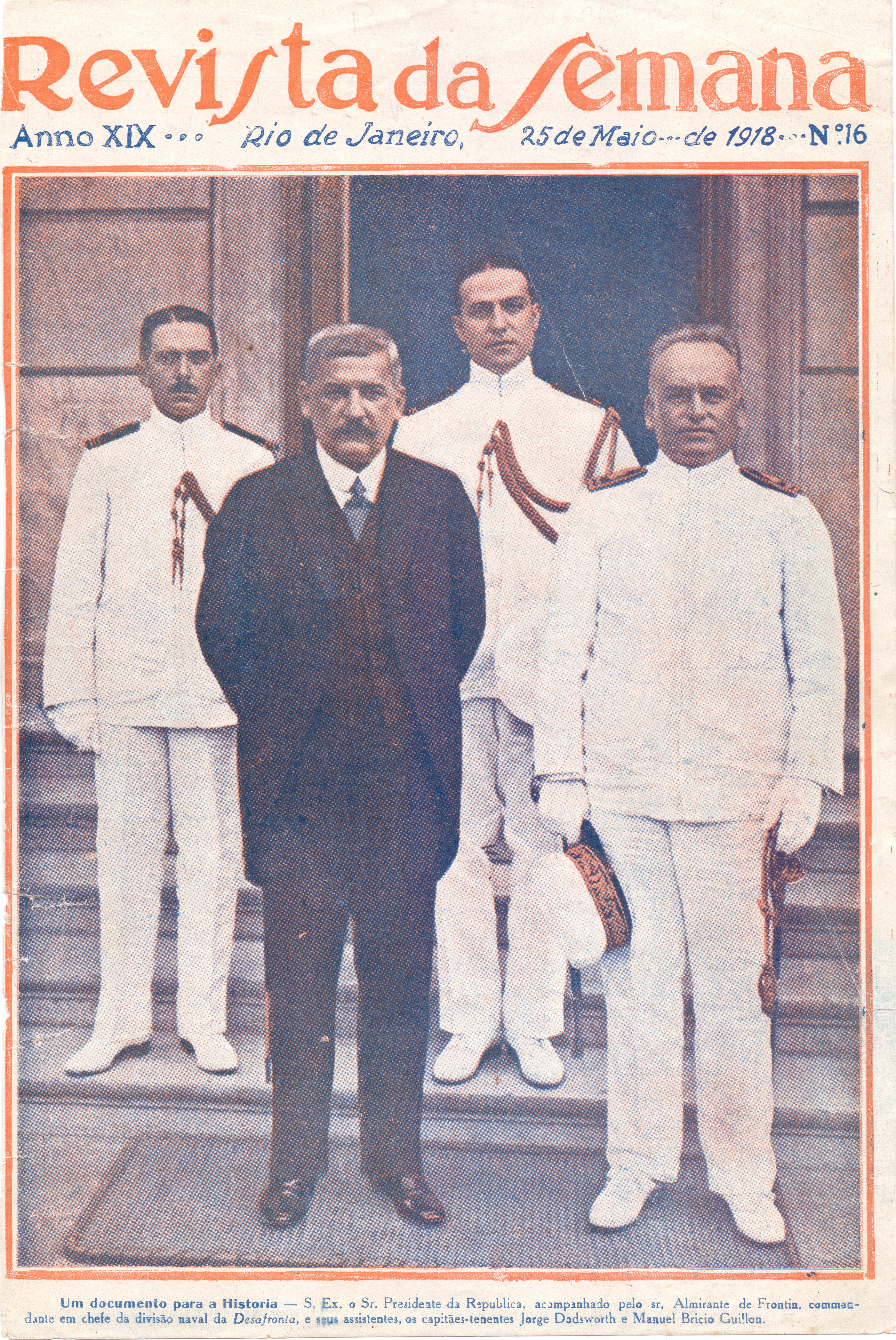
Capa da edição de 25 de maio de 1918 da Revista da Semana, mostrando o Almirante Frontin em visita de despedida ao presidente da República, Venceslau Brás, na véspera da partida da divisão. Da esquerda para a direita: capitão-tenente Guilhon, então primeiro assistente,Venceslau Brás, capitão-tenente Dodsworth Martins, segundo assistente, e o Almirante Frontin.

Revista da Semana foi uma revista semanal brasileira que circulou entre 1900 e 1959.

## História
A Revista da Semana foi fundada por Álvaro de Tefé, filho de barão de Teffé, e surgiu no contexto da modernização da cidade do Rio de Janeiro em 1900, tendo sua última edição publicada em 1959. Logo após sua criação, foi encartada no Jornal do Brasil.  
Pouco tempo depois, recebeu maquinários importados, para realizar novas técnicas de impressão com adoção de novas cores. Assim, fez sucesso dentre os periódicos ilustrados nas capitais. Desde sua primeira edição, contou com grandes colaboradores, como artistas e intelectuais da época: Luís Peixoto, Olavo Bilac, Pedro Lessa, Escragnolle Doria e Menotti Del Picchia, entre outros. O periódico foi também um veículo importante para as charges e ilustrações de J. Carlos, Raul Pederneiras e Orlando Mattos, entre outros. O semanário conseguiu acompanhar muito bem os avanços da tecnologia e da fotografia da virada do século XX. As edições eram publicadas explorando reportagens com muitas fotos para ilustrar a revista. Além disso, foi o primeiro impresso a utilizar os métodos fotoquímicos em suas ilustrações — isso revolucionou os meios gráficos da nossa imprensa.
A linguagem utilizada era simples para os padrões da língua portuguesa da época e buscava atingir um público amplo da classe média. O periódico dedicou-se a temas relacionados à literatura, às notícias do cotidiano, às crônicas políticas, aos esportes, à moda e muito mais conteúdos relativos à arte e à cultura.
A Revista da Semana ainda destacou-se por grandes fotorreportagens, um elemento inovador naquele ano. A fotografia era tão utilizada nas edições, que, em algumas reportagens, simulações de crimes eram fotografadas, para dar vida ao material. No entanto, isso não fazia com que as reportagens de rua deixassem de ser publicadas — o semanário foi a única revista a publicar imagens da Revolta da Vacina, em 1904.

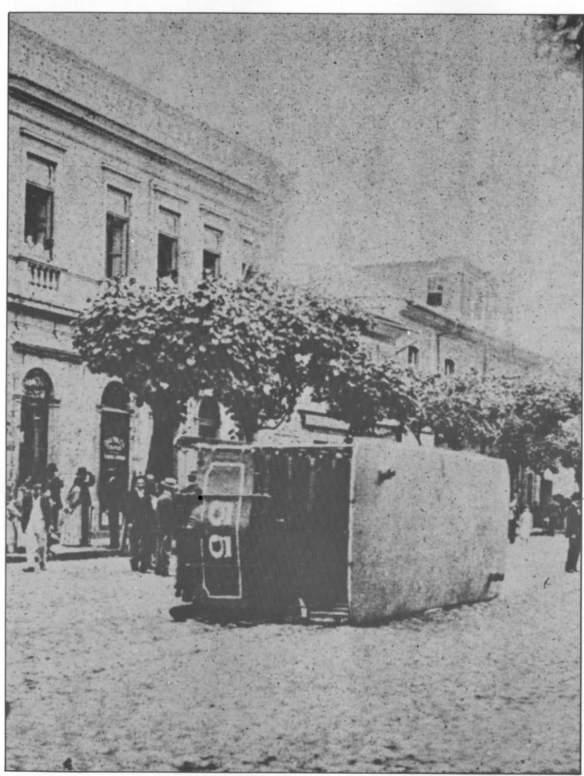
Revolta da Vacina - Foto publicada pela Revista da Semana em 27 de novembro de 1904.

### Mudança no editorial
Apesar de conquistar diferentes tipos de leitores, a Revista da Semana era de fato voltada para homens, trazendo a masculinidade na maioria de suas capas, como produtos à venda.
Em 1915, a revista foi vendida a Carlos Malheiro Dias, Aureliano Machado e Artur Brandão. Depois disso, as edições foram muito mais voltadas para o público feminino, mudando seu editorial. “Jornal das Famílias”, seção criada em 1917, trazia assuntos considerados do universo feminino na época, como beleza, costura, receitas e educação das crianças. Outra coluna que fez sucesso foi o “Consultório da Mulher”, dedicado às respostas de cartas das leitoras da revista.
A imprensa brasileira passou por grandes mudanças nas décadas de 1930 e 1940, então a Revista da Semana foi-se moldando para sobreviver. No processo de se adaptar aos periódicos da época, o semanário mudou seu projeto editorial em 1950, para um conteúdo mais sensacionalista. Em 1959, a Revista da Semana chegou ao fim.

## A revista

### A primeira edição
A Revista da Semana número 1 já trouxe na capa uma imagem do Monumento do Descobrimento do Brasil, de Rodolfo Bernardelli — em 20 de maio de 1900, comemorava-se o quarto centenário da descoberta do Brasil por Pedro Álvares Cabral. Era também a primeira vez que uma revista trazia uma fotografia impressa no Brasil

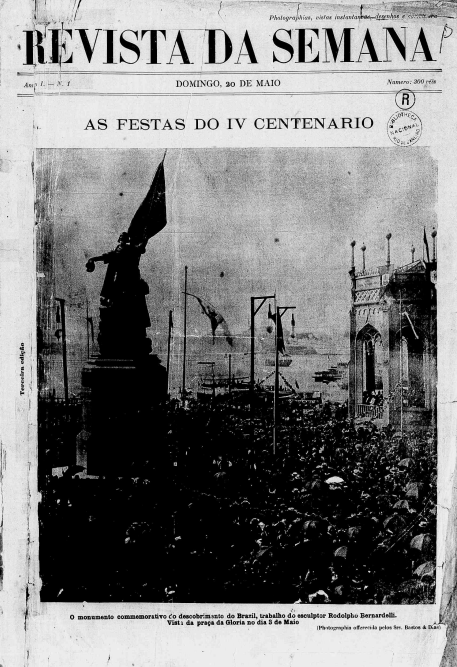
A capa da primeira edição foi a comemoração do quarto centenário do descobrimento do Brasil, sendo a primeira revista nacional a publicar uma fotografia impressa.

Na carta de apresentação do jornal, a imparcialidade foi um dos requisitos para o conteúdo que havia de ser publicado nas edições posteriores: "A revista, cujo primeiro número publicamos, tem a pretensão de ser um órgão de informação ilustrado e popular. Não cogita de política, sob qualquer forma que se possa entender essa designação. Não tem empenho algum em ver triunfar tal ou qual escola literária. Feita para o povo, desde as mais ínfimas às mais altas camadas sociais, a Revista da Semana se empenhará somente em fornecer ilustrações e artigos interessantes. Caricaturas, modas, cenas das grandes obras dramáticas, peças de música, romances, de tudo buscaremos dar o melhor. O nosso empenho estará todo em fazer com que seja necessária a toda família brasileira: tão indispensável aos curiosos espíritos que nela busquem sobretudo as crônicas ilustradas dos sucessos contemporâneos como às formosas senhoras preocupadas com os últimos ditames da moda e às travessas crianças querendo apenas alguns momentos de distração."
O resto da revista foi repleto de imagens em alusão à comemoração desse quarto centenário. A partir dessa edição, a Revista da Semana iniciava sua história, mostrando ser um produto com um conteúdo muito interessante e moderno para o contexto da época.

### Projeto artístico e cultural
Nomes importantes fizeram parte da produção da Revista da Semana. As ilustrações sempre foram um diferencial do periódico. O artista e jornalista Raul Pederneiras teve suas ilustrações e caricaturas publicados na revista desde a primeira edição: foram trabalhos que marcaram uma época com um grande valor artístico.
Outros nomes, como Escragnolle Doria, Menotti Del Picchia e Pedro Lessa, tiveram extrema importância no semanário. Olavo Bilac teve um espaço bastante significativo para as matérias culturais e artísticas, inclusive uma edição especial em sua homenagem depois de sua morte.
O estilo literário passou a ser identidade da Revista da Semana com o o tempo. A literatura publicada na imprensa vem da literatura de folhetim do século XIX, e no periódico o romance unia-se ao jornalístico.
Um bom exemplo, para mostrar a forma como eram construídos esses romances que noticiavam um fato, é o texto “A Europa Devastada pela Guerra”, publicado na seção “Notícias e Comentários”.

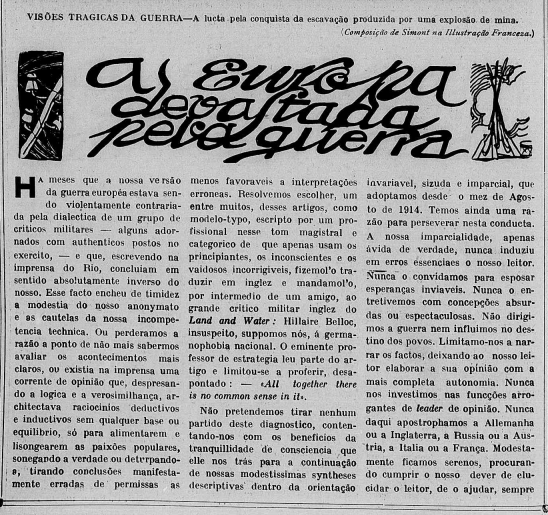
Texto "A Europa devastada pela guerra"

Logo após o fim da Primeira Guerra Mundial, a revista publicou um texto com crítica aos militares que contrariavam a cobertura da guerra que ela fizera. Nele, o autor destacou a imparcialidade na maneira de noticiar o ocorrido e a fidelidade para com o leitor. Construído de uma bem forma literária, o texto conta fatos da Primeira Guerra e, como em um romance, encerra-se com o seguinte parágrafo: "Quando se ouve falar com tanta insistência na guerra sem tréguas e sem quartel, pode parecer descabido que nos induzam a esperanças os novos rumores de negociações de paz conduzidas pelo chefe da Igreja Católica, pelo Presidente Wilson e pelo Rei de Espanha. Todavia, e embora seja um fato incontroverso o depauperamento econômico dos impérios centrais, a paz nos parece ser a única solução do conflito que excluirá prolongamento da guerra por longuíssimo prazo."
Assim se dava a produção da Revista da Semana: com um gênero de jornalismo literário em seus textos e com muitas ilustrações, fotos e caricaturas, que faziam dela um semanário elegante e de fácil leitura.

### Homenagem a atrizes do cinema mundial
Em 1948, a Revista da Semana começou a dedicar fascículos a atrizes do cinema mundial. Em um mundo predominantemente machista, dar valor para trabalhos reconhecidos mundialmente para mulheres foi um feito. A publicação chamou atenção por seu editorial, com imagens e ilustrações da melhor qualidade. Foram homenageadas as seguintes atrizes:

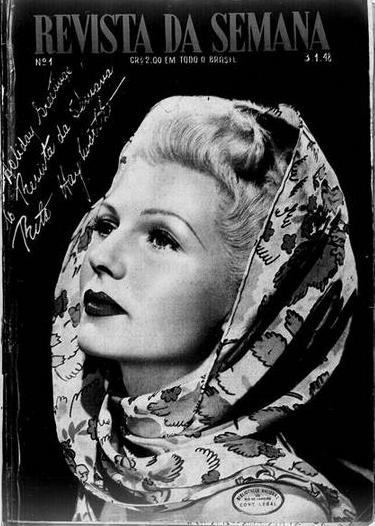
Rita Hayworth, que estrelou o filme "A Dama de Shangai" posteriormente.

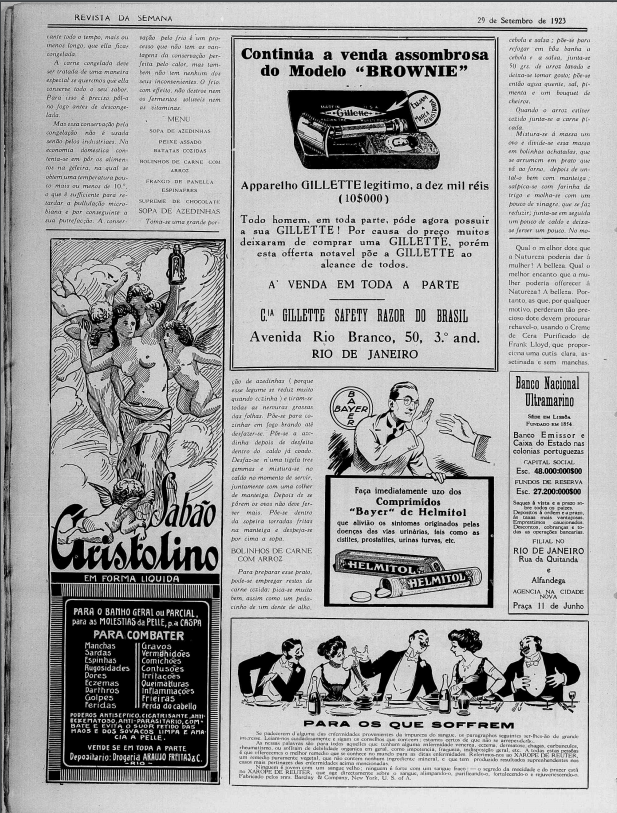
Exemplo de propaganda na época.

1. Rita Hayworth
2. Jane Russel
3. Joan Caulfield
4. Janis Carter
5. Ava Gardner
6. Adele Jergens
7. Marguerite Chapman
8. Maria Della Costa
9. Lana Turner
10. Eva Todor

### Publicidade
A publicidade na Revista da Semana diz muito sobre como funcionavam as técnicas de persuasão do público consumidor da época. Ali, o uso de propagandas com uma quantidade considerável de texto e ilustrações era frequente, para fazer o leitor comprar o produto anunciado. Naquele momento, tornou-se comum o uso do relato de pessoas que usaram o produto e se sentiram satisfeitas. A indústria farmacêutica já utilizava remédios como fórmulas mágicas que resolveriam o problema a todo custo.
Nos primeiros anos da revista, produtos de beleza, vestuário e medicamentos eram os mais anunciados nas propagandas. A ideia está diretamente ligada com um povo que buscava um estilo de vida europeu, por isso investia na busca de enriquecimento rápido para o consumo desses produtos. Assim, porém, desencadeavam-se problemas de saúde, e isso resultava na comercialização da solução para todos esses problemas.
A influência dos produtos anunciados nas propagandas tinha ligação direta com o público que a revista atingia: a elite branca carioca. Essa elite, dona do capital político e econômico da época, era o grande alvo das empresas proprietárias desses produtos, ligadas a esses segmentos.

## Política
Um tema que sempre foi uma das pautas principais da Revista da Semana era a política. Entre 1914 e 1918, ela realizou uma cobertura completa da Primeira Guerra Mundial. Além disso, o periódico foi crucial para noticiar fatos relacionados à política de âmbitos nacional e internacional.
A Revista da Semana exerceu um papel muito importante, por estimular o senso crítico em seus leitores, posicionando-se com maestria, e, na maioria das vezes, mostrando os dois lados da mesma história.
Em território nacional, um dos episódios mais marcantes das edições da revista foi quando esta se posicionou a favor de Hermes da Fonseca nas eleições de 1909, indo contra Ruy Barbosa. De forma criativa, o semanário passou a produzir conteúdo de política por meio de textos, charges e ilustrações, com um cunho sempre crítico, em uma mistura de denúncia e preocupação social.

### Disputa presidencial de 1910
O militar Hermes da Fonseca teve sua candidatura aprovada em 22 de maio de 1909, apoiado por todos os estados, menos São Paulo e Rio de Janeiro. Esses dois estados uniram forças na Campanha Civilista, a favor de Ruy Barbosa e contra o militar. Ali acontecia o primeiro confronto da Política do Café com Leite. A Campanha Civilista organizou grandes comícios — ali, uma chapa de oposição tornava-se pioneira em animar o eleitorado.
Apesar de ser uma revista para todos os públicos, nas eleições entre Hermes da Fonseca e Ruy Barbosa a Revista da Semana posicionou-se a favor do primeiro, ao lado de outros periódicos da época, como Jornal do Brasil, O País, A Tribuna e O Malho.
Na edição número 515, publicada em 27 de fevereiro de 1910, pouco antes das eleições, a revista soltou uma espécie de homenagem a Hermes da Fonseca: "O problema da defesa nacional, enfrentado e resolvido com energia e competência pelo Sr. Marechal Hermes quando ministro da Guerra, produziu resultados salutares, infiltrando na mocidade brasileira a noção mais desenvolvida de civismo e do amor pátrio, sugerindo-lhe as agremiações de tiro para o manejo das armas e apuro das condições peculiares ao cidadão-soldado."
Ainda na mesma edição, em uma coluna intitulada "As eleições de 1º de Março", o periódico declarou apoiou total ao candidato, já considerando sua vitória: "Pela primeira vez em todo o Brasil, no atual regime, o entusiasmo se manifestará de um modo animador, dando a entender que o povo estava possuído de interesse pela eleição, bi-partido pelas candidaturas que se apresentavam ao sufrágio. Pena foi que na Capital o entusiasmo de tantos dias esfriasse no momento do voto, e a abstenção, nascida de boatos apreensivos, foi enorme."
Em 27 de julho, o resultado foi divulgado, e Hermes saiu como vitorioso, com pouco mais de quatrocentos mil votos.

## Relançamento
Em 2007, a Editora Abril começou a publicar uma revista sob o mesmo nome de Revista da Semana, com notícias da atualidade publicadas pela imprensa nacional e internacional. Em 2009, a editora informou aos assinantes que não seriam publicadas mais edições, devido à crise econômica.

## Ligações Externas
- Revista da Semana na Hemeroteca Digital Brasileira (Biblioteca Nacional do Brasil)
- Partituras publicadas na Revista da Semana no International Music Score Library Project